# ARPC5
Subunidad 5 del complejo de proteína 2/3 relacionada con actina es una proteína que en los humanos está codificada por el gen ARPC5.   

## Función
Este gen codifica una de las siete subunidades del complejo proteico Arp2/3 humano. El complejo proteico Arp2/3 ha estado implicado en el control de la polimerización de actina en las células y se ha conservado a lo largo de la evolución. Aún no se ha determinado el papel exacto de la proteína codificada por este gen, la subunidad p16. 

## Interacciones
Se ha demostrado que ARPC5 interactúa con ARPC4.  

## Otras lecturas
- Welch MD, Iwamatsu A, Mitchison TJ (1997). «Actin polymerization is induced by Arp2/3 protein complex at the surface of Listeria monocytogenes». Nature 385 (6613): 265-9. Bibcode:1997Natur.385..265W. PMID 9000076. S2CID 4358529. doi:10.1038/385265a0.
- Robinson RC, Turbedsky K, Kaiser DA, Marchand JB, Higgs HN, Choe S, Pollard TD (2001). «Crystal structure of Arp2/3 complex». Science 294 (5547): 1679-84. Bibcode:2001Sci...294.1679R. PMID 11721045. S2CID 18088124. doi:10.1126/science.1066333.
- Gournier H, Goley ED, Niederstrasser H, Trinh T, Welch MD (2001). «Reconstitution of human Arp2/3 complex reveals critical roles of individual subunits in complex structure and activity». Mol. Cell 8 (5): 1041-52. PMID 11741539. doi:10.1016/S1097-2765(01)00393-8.
- Gevaert K, Goethals M, Martens L, Van Damme J, Staes A, Thomas GR, Vandekerckhove J (2003). «Exploring proteomes and analyzing protein processing by mass spectrometric identification of sorted N-terminal peptides». Nat. Biotechnol. 21 (5): 566-9. PMID 12665801. S2CID 23783563. doi:10.1038/nbt810.
- Singh S, Powell DW, Rane MJ, Millard TH, Trent JO, Pierce WM, Klein JB, Machesky LM, McLeish KR (2003). «Identification of the p16-Arc subunit of the Arp 2/3 complex as a substrate of MAPK-activated protein kinase 2 by proteomic analysis». J. Biol. Chem. 278 (38): 36410-7. PMID 12829704. doi:10.1074/jbc.M306428200.
- Ewing RM, Chu P, Elisma F, Li H, Taylor P, Climie S, McBroom-Cerajewski L, Robinson MD, O'Connor L, Li M, Taylor R, Dharsee M, Ho Y, Heilbut A, Moore L, Zhang S, Ornatsky O, Bukhman YV, Ethier M, Sheng Y, Vasilescu J, Abu-Farha M, Lambert JP, Duewel HS, Stewart II, Kuehl B, Hogue K, Colwill K, Gladwish K, Muskat B, Kinach R, Adams SL, Moran MF, Morin GB, Topaloglou T, Figeys D (2007). «Large-scale mapping of human protein-protein interactions by mass spectrometry». Mol. Syst. Biol. 3 (1): 89. PMC 1847948. PMID 17353931. doi:10.1038/msb4100134.

- Datos: Q18035019